# 沃特維爾鎮區 (明尼蘇達州勒蘇爾縣)
沃特維爾鎮區（英語：Waterville Township）是位於美國明尼蘇達州勒蘇爾縣的一個行政鎮區。

## 地方資料
沃特維爾鎮區的面積為87.30平方千米，當中陸地面積為79.00平方千米，而水域面積為8.30平方千米。根據2020年美國人口普查的數據，當地共有人口674人，而人口密度為每平方千米7.72人。